# 張彥 (隆慶進士)
張彥（1536年—？），字士美，號曲池，湖廣承天衛人，官籍，明朝政治人物。

## 生平
嘉靖三十七年（1558年）戊午科湖廣鄉試第二十一名舉人，隆慶五年（1571年）中式辛未科會試第三百一名，二甲第四十二名進士。刑部觀政，授禮部主事，萬曆三年（1575年）歷官禮部员外郎、儀制司郎中，萬曆六年（1578年）八月升尚宝司少卿，九年十月升尚宝司卿，十一年六月升太僕寺少卿，丁憂歸。

## 家族
曾祖張傑；祖父張秀；父張瑤，母魏氏；前母許氏。慈侍下。兄張京。